# Якушевська (муніципальне утворення «Солгинське»)
Якушевська (рос. Якушевская) — присілок в Вельському районі Архангельської області Російської Федерації.
Населення становить 223 особи. Входить до складу муніципального утворення Солгинське муніципальне утворення.

## Історія
Від 1937 року належить до Архангельської області.
Від 2004 року належить до муніципального утворення Солгинське муніципальне утворення.

## Населення
| 2002 | 2010 | 2012 | 2014 |
| ---- | ---- | ---- | ---- |
| 231  | ↘175 | ↗238 | ↘223 |